# 皇后
皇后，在中國史籍中常簡稱為后，是世界歷史上帝國最高統治者——皇帝正配的稱號。目前唯一仍有皇后存在的國家及皇室是日本皇室，為德仁天皇（亦是现存唯一的皇帝）的皇后雅子，其他國家君主的正配一般只稱為“王后”。

## 概述
如前文所述，只有帝國最高統治者的正配才能被稱為、冊立為皇后，如東亞漢字文化圈內的皇帝、天皇，或歐洲的俄羅斯帝國皇帝、神聖羅馬帝國皇帝、中東及北非的萬王之王等君主的正配，因此，皇后的級別與使用和君王的稱號息息相關，只有在君王稱號為皇帝（包括天皇、沙皇、萬王之王等，下文以皇帝簡略之）等等時，其正配才能稱皇后；若僅為王、國王者，則其正配只能稱王后、甚至再次等的王妃。
皇后的冊立與人選，古來都是帝國的大事，尤其在中國，皇后的廢立有時常關係著政治鬥爭甚至皇后家族的存亡。原則上，皇帝是帝國的最高統治者，而皇后則是皇帝所有妻妾之首、內宮之長，有權力統御管理所有的皇族與貴族女性，甚至是帝國內母儀及婦女風範的表率。皇帝不一定會冊立皇后，例如唐朝中期至晚期多位皇帝都沒有冊立皇后，只有妃嬪在死後被追謚皇后，或在夫君死後成為皇太后。

## 东亚

### 中國
皇后的后，最早在中國的夏朝，是君主生前的稱號，如后羿、后稷等等，君主在死後才改稱為帝；至於君王正配則稱為妃，嬪則是在周朝才開始使用的漢字。商朝開始，君主生前稱王，死後稱帝，原本的后則轉降為君王正配的稱號，稱王后，而妃也隨之降為君王側室的稱號。
現代為人所熟悉與使用的皇后一號，則是在秦始皇確立了皇帝一詞作為國家最高統治者的稱號之後才出現，因為有了皇帝的出現，將原本的王后升格為級別更高的皇后，成為帝國內唯一能與皇帝平起平坐的地位與角色。現存的史料文獻無法確定秦始皇是否有冊立皇后，而秦二世临死前哀求咸阳县令阎乐说：“愿与妻子为黔首，比诸公子。”秦二世之妻除此之外别无记载。因此中國歷史上的第一位正式記載的皇后是漢高祖劉邦的妻子呂雉。

#### 別稱
- 椒房：漢朝皇后的宮殿多以椒塗壁，用以取暖避邪，也有“多子”之意，因此椒房可別稱皇后、或用以代稱皇后寢宮。
  - 漢朝哀帝寵愛美男子董賢，將董賢之妹冊封為董昭儀，並將之稱為次皇后，又在宮中賜董昭儀宮室名為椒風舍，和皇后所居之椒房相似。
- 中宮、正宮：古代皇后所居的寢宮多位於後宮正中央，因此皇后寢宮可稱為正宮或中宮，詳細解釋請參閱中宮。
- 元、元嫡：皇帝的元配皇后可稱元后，以和繼位皇后（繼后）有所區別。
- 梓童：皇帝對皇后的一般稱呼，如現今的老婆。
- 慈壺、慈闈：對皇后或皇帝生母（多為皇太后）的尊稱，或是用以代稱這兩者的寢宮。
- 天下母、天地母：皆為對皇后的敬稱。
- 坤極、坤位：皇后的別稱。
- 聖人：宋朝皇后尊稱。

#### 册立

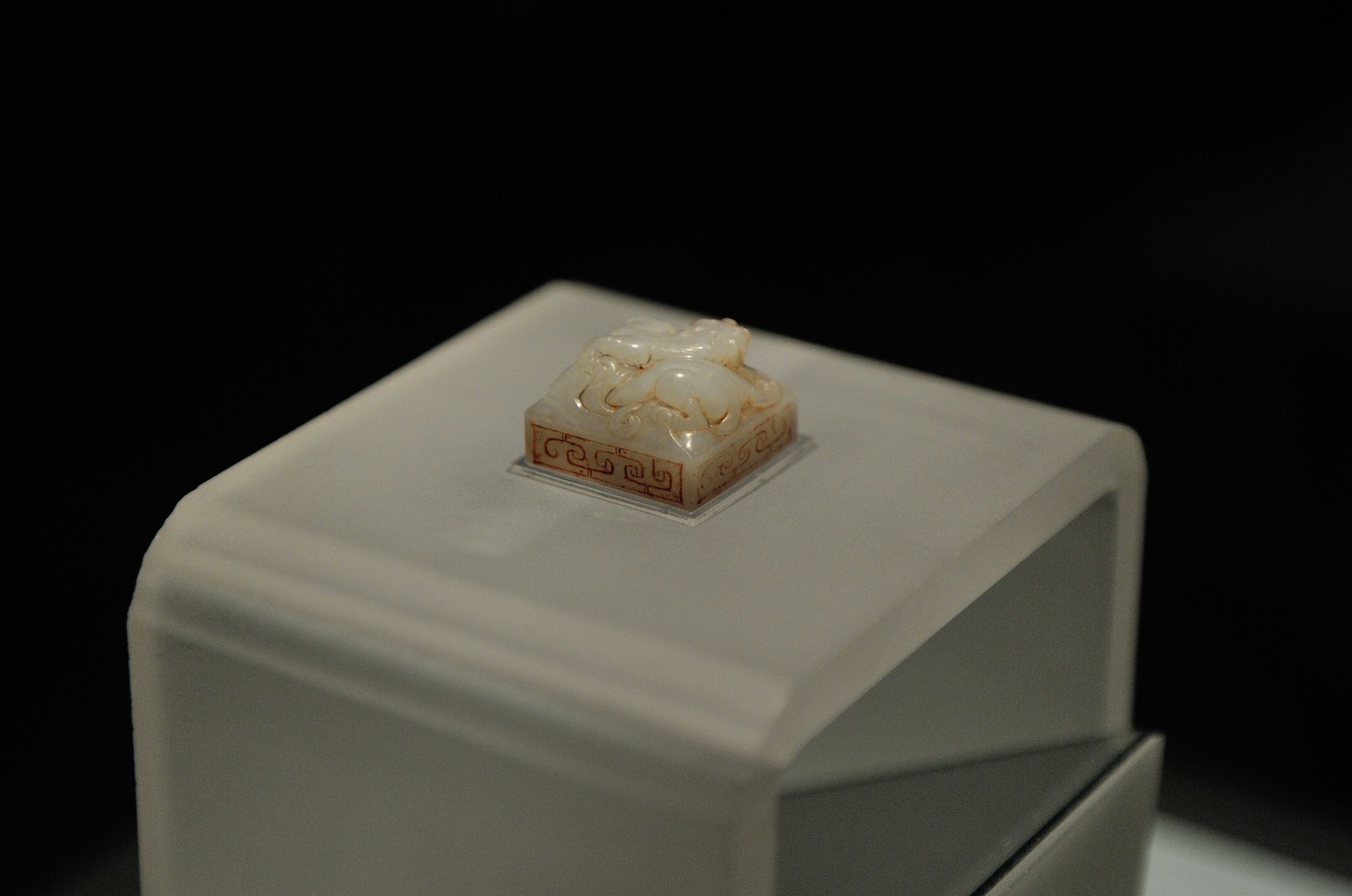
汉代玉印——皇后之玺，被认为是西汉第一位皇后吕雉的信物。

皇后的產生需經過皇帝冊立。冊立皇后是一件非常重要的國家事件，要詔告天下，普天同慶，同時還有一項正式隆重的立后儀式。除了正式的诏书（亦或以金册形式）外，颁发印章做为信物。
若是皇帝在登基前已有正室，則通常不另擇人選，直接將正室納入後宮，並冊立為皇后，但也有皇帝是先將正室納入後宮，冊封為嬪妃，待日後再進行擢昇為皇后，如汉宣帝的妻子许平君先被封为婕妤，后立为皇后。不是所有正室都能被立为皇后，如曹丕的妻子甄氏。另一些得不到皇后之位的正室则会被册封为妃嫔，如唐宪宗的发妻郭氏，后唐莊宗的发妻韩氏。

#### 數量
中國歷代皇帝在原則上，都保持著同時期只有一名皇后在位，但中國歷史上仍有部分由少數民族所建立的政權，其君主打破了一帝一后的規範，從而有一帝多后的局面，比較有名的是匈奴人所建立的前趙，其第二任皇帝劉聰，一生親自冊立過九位皇后，其中有多位皇后是同時存在；而鮮卑人所建立的北周，第四任皇帝宇文贇，先後冊立了共五位皇后，同一時間五后並立。另外，元朝的多位皇帝也同時有數位皇后並存，而由漢族建立之北齊，其第五任皇帝後主高緯也曾左右皇后並立，這也是漢族建立之政權中，唯一同時立后多於一人者。
据歷代统计，排除多位皇后并立仅计算一帝一后的情况，绝大多数皇帝一生只册立过一位皇后，至多册立过三名皇后。

#### 宫廷生活
皇后在禮儀上與皇帝平等，出同車、入同座。在元旦、皇帝以及本人生日要接受百官的朝賀。皇后擁有自己的官署（如漢朝的皇后三卿），負責管理後宮，理論上皇帝的所有嬪御、後宮的宮女、女官等，都是她的臣屬。
當一名女子為皇后時沒有徽號（除去懿安皇后以及嘉順皇后的情形），只有在皇后升為皇太后、太皇太后時才有徽號，或是她在當嬪妃的時期才會有徽號。

#### 尊封
皇帝去世（稱大行皇帝）的話，皇后一般獲嗣皇帝尊為皇太后，並同時恭上皇太后徽號，但嗣皇帝並不總是皇后親生子，有可能是前任皇后或妃嫔所生的儿子以及大行皇帝的兄弟。
若嗣皇帝为妃嫔所生的庶子，会将皇后和生母一并尊为皇太后，有的朝代只将皇后尊为皇太后，而皇帝生母得不到尊封或仅尊封為太妃的。如果生母早逝，皇帝通常会追尊她为皇后或皇太后甚至太皇太后，例如南明弘光帝追尊祖母鄭貴妃為太皇太后。
若嗣皇帝與去世的皇帝輩分相當，甚至是大行皇帝的尊長的時候，大行皇帝的皇后就只能稱○○皇后（○○為大行皇帝的最後一個年號，或是由繼任皇帝上徽號給該皇后，如明朝懿安皇后）。

#### 中國史上特殊的皇后
- 汉高祖皇后吕雉—刘邦原配妻子，中國歷史記載的首位皇后，亦是首位臨朝稱制的女性
- 汉昭帝上官皇后—被册立为皇后时上官皇后僅六歲，是中国历史上最年輕的皇后
- 晉惠帝司马衷皇后羊献容—历史上仅有的一名在两个朝代皆为皇后的女性，此外曾经经过五废六立，亦是皇后中最多的
- 西魏文帝元宝炬乙弗皇后—共生育过12位子女（仅2位活到成年），是中国历史上有记录生子最多的皇后
- 溫成皇后張氏—宋仁宗寵妃，死後由宋仁宗親自追封為皇后，是中國歷史上少數在當朝皇后健在的情形下，被追封為皇后的妃子
- 唐高宗皇后武則天—歷史上第一位皇后正式稱帝，也為中國史上唯一一位女皇帝。
- 明神宗皇后王喜姐—居於后位时间最长的皇后
- 清世祖皇貴妃孝獻皇后董鄂氏—順治帝寵妃，死後由順治帝親自追封為皇后，是中國歷史上少數在當朝皇后健在的情形下，被追封為皇后的妃子
- 清逊帝皇后婉容—末代皇帝溥仪皇后，為中国历史上最後的皇后。

### 越南
独立前的越南君主李南帝、梅黑帝没有关于他们皇后的记载。越南的皇帝一般一次可以设置多个皇后。丁朝的丁先皇立了5个皇后，前黎朝的黎大行立了5个皇后，李太祖立了3个皇后，李太宗立了7个皇后。不过，在越南陳朝、后黎朝刚建立时只立一个皇后。
阮朝君主不冊立皇后，最高的妃嬪封號是皇貴妃。若妃嬪所生之子被立為帝，她將被尊为太后，死后得到皇后谥号（除南芳皇后例外）。

### 日本
日本天皇之正妻也和中國一般稱之為皇后，而自平安時代的一條天皇以後，因權臣使然，開了一帝二后的先例，而自一條天皇以後的歷代天皇，在冊立皇后時大多先冊為中宮，之後立第二位皇后時，便將此前的中宮升為名義上地位較高的皇后，而新冊的第二位皇后仍稱中宮。 （詳細解釋請參閱 中宮 (日本位號)）
自一條天皇首開兩后的先河後，後世的後冷泉天皇，甚至一帝三后，此時除去前兩位稱之為皇后與中宮之外，第三位稱之為皇太后。而自平安時代至鐮倉時代初期，皇后成為一種榮銜，不時用以封給天皇的姑母、叔母、准母與同母未婚姐妹，且受封者不需與天皇有夫妻之實。
由於冊立皇后或中宮，都需要大量的金錢來操辦冊封典禮，且皇后或中宮的生活開銷及歲奉，也都是可觀的數目，而皇室自室町時代以後實權被幕府取代而逐漸式微、財政窮困，很多天皇的登基儀式——大嘗祭，都是在極為困窘的狀況下舉行，因此多位天皇都不再冊立中宮或皇后，直至江戶幕府二代將軍德川秀忠之女德川和子、成為後水尾天皇皇后以後，為維持德川和子在宮內體面的生活，幕府增加了每年對朝廷的歲貢，但仍有幾位天皇只設女御、不設皇后或中宮，主因還是皇室財政匱乏。此外，在幕府時代，征夷大將軍取代皇權統治國家、支配諸藩，將軍的正室御台所的地位成為事實上無名有實的后位。
日本自明治維新之後取消了女院制，而出現了首位以皇后之號為諡號的皇后，為第123代大正天皇之皇后貞明皇后。目前在位的日本皇后是第126代今上天皇德仁的皇后雅子。

### 朝鮮
高麗王朝時期，由於採用「外王內帝」的政策，因此君主的正室生前亦稱為皇后，但史記的謚號為王后。高麗成為元朝之藩屬國後，廢除了外王內帝的政策，君主的正室只能稱為王妃，死後會得到王后的謚號。朝鮮王朝亦為中國明清兩朝之藩屬國，因此其君主只能稱國王而非皇帝，相對的，國王之正妻也只能稱王妃而不是皇后，但王妃死後亦會得到王后的謚號。
朝鮮國王正妻稱王妃，如下列：
- 當朝國王正妻：王妃
- 前任國王正妻：王大妃
- 前前任國王正妻：大王大妃

但若是宮中有三代以上前代王妃共存時；
- 當朝國王正妻：王妃
- 前任國王正妻：大妃
- 前前任國王正妻：王大妃
- 前前前任國王正妻：大王大妃

朝鮮王妃對於管理後宮有很高的決定權，通常國王或王大妃亦不得干涉，而後宮嬪御的徽號和牒紙也是由王妃擬定、頒下。王妃死後以王后之名為諡號。
最後一位生前以王妃之名登位的國王正室是高宗的王妃——明成皇后，大韓帝國成立以後，開國皇帝高宗，追諡了部分先祖為皇帝及皇后，而大韓帝國獨立期間，只有一位皇后，為純宗的继室純貞孝皇后尹氏。

## 欧洲
欧洲国家的语言中，皇后与女皇帝是同一个单词。例如英语中为了区别两者，在empress加上consort（王配）表示是男皇帝的配偶，即皇后（empress consort）。加上regnant（佔统治地位的）表示女皇帝（empress regnant）。法语中，则是在“皇帝”（empereur）一词前加femme（女性）以示区别。
由於歐洲國家目前沒有稱為皇帝（emperor）的君主，因此也沒有皇后頭銜的君主配偶。國王的配偶被翻譯為王后（queen consort）。如英王查爾斯三世之妻卡蜜拉王后登基初期，為避免與前任君主、女王伊莉莎白二世混淆，曾短暫在「王后」（Queen）稱號之後冠上「配偶」（Consort），稱為「王后陛下」（HM The Queen Consort）。

## 廢后或皇后再婚
歷史上有許多皇后被廢。在一夫多妻制國家中，因為某些原因，如君主對皇后感情淡薄、皇后無子、皇后族屬犯罪、皇后本人犯罪等等原因，被廢的皇后或授予較低級別的位號、或降為庶人、或軟禁在宮中而沒有任何稱號、或出家（實際上不能在宮外居住，大多在宮中落髮修行），也有被賜死的例子。通常废后没有再次结婚的自由。但在国家动乱时，废后会因种种原因而再婚。东晋南北朝时，时局动荡，皇后和妃嫔再婚并不罕见。羊献容是晋惠帝的第二任皇后，后成为前赵末帝刘曜的皇后。也有的废后因政局动荡等原因重新获得皇后地位，如北宋宋哲宗废后孟氏曾被小叔子宋徽宗恢复皇后地位，后又因政局变动被再废，但在南宋初年金朝南侵之际，又作为宋高宗的伯母被尊为皇太后。而繼皇后那拉氏忽然自行剪髮所以被褫奪其諡號和裁減其部分傭人（但整體來說不算廢后，因其未被褫奪皇后之位），在滿族的習俗裡頭這是最忌諱的。只在皇太后、皇帝駕崩時，皇后才可以剪髮。當時的皇太后、皇帝都還健在，皇后卻突然剪髮，無疑是在詛咒他們一樣。
有的皇后则并非在丈夫生前被废，而是在成为皇太后之后，因政治斗争失势等原因被废。
在一夫一妻制國家，也有一些皇后或王后被君主強制離婚或於死後褫奪皇后或王后銜頭。

## 相關
- 皇帝
- 国王
- 王后
- 蘇丹
- 嬪妃
- 皇太后
- 太皇太后
- 女皇帝
- 女王
- 國母

## 外部連結
[在维基数据编辑]
 《欽定古今圖書集成·明倫彙編·宮闈典·皇后部》，出自陈梦雷《古今圖書集成》